# Sentimental Journey (음반)
《Sentimental Journey》는 1970년에 발매된 영국의 록 뮤지션이자 전직 비틀즈 드러머 링고 스타의 데뷔 스튜디오 음반이다. 스타는 이 그룹의 세 번째로 솔로곡(조지 해리슨과 존 레논 이후)을 발표한 멤버였지만, 앞서 언급한 밴드 동료들이 이미 발매한 실험, 사운드트랙 또는 라이브 발매에 비추어 볼 때, 《Sentimental Journey》는 밴드의 멤버에 의한 첫 번째 비아방가르드 스튜디오 음반이다. 폴 매카트니의 데뷔작인 《McCartney》는 《Sentimental Journey》가 발매된 지 3주 후에 발표될 것이다. 음반의 녹음은 1970년 3월 초에 완성되었는데, 몇 주 후에 비틀즈의 임박한 마지막 음반 《Let It Be》와 상점에서 충돌을 피하기 위해 《Sentimental Journey》가 서둘러 발매되었다.